# النواس بن سمعان
النواس بن سمعان الكلابي صحب النبي وكان حريصا على طلب العلم وقد قال: اقمت مع رسول الله ﷺ بالمدينة سنة ما يمنعني من الهجرة الا المسألة . سكن الشام ومات بها رضي الله عنه .
قال الصفدي: النواس بن سمعان بن خالد بن عبد الله بن أبي بكر بن كلاب بن ربيعة معدود في الشاميين، يقال: إن أباه سمعان وفد على النبي ﷺ فدعا له رسول الله ﷺ ، وزوّجه أختَه، فلما دخلت على النبي ﷺ ، وهي الكلابية، روى عن النواس جُبير بن نُفَير وبشرُ بنُ عبيدِ الله وجماعةٌ، وتوفي في حدود الخمسين للهجرة وروى له مسلم والأربعة.
وقال المزي :النواس بن سمعان الكلابي ويقال: الأنصاري له صحبة ويقول: من ينسبه النواس بن سمعان بن خالد بن عبد الله بن عمرو بن قرط بن عبد الله بن أبي بكر بن كلاب بن ربيعة بن عامر بن صعصعة. روى عن: النبي. روى عنه: جبير بن نفير الحضرمي وأبو إدريس الخولاني. قال أبو عمر بن عبد البر: يقال: إن أباه سمعان بن خالد وفد على النبي فدعا له الرسول وأعطاه نعليه فقبلهما الرسول وزوجه أخته فلما دخلت على النبي تعوذت منه فتركها وهي الكلابية.
روى له البخاري في الأدب والباقون.
قال الذهبي :النواس بن سمعان، الكلابي العامري. سكن الشام، له صحبة ورواية. روى عنه: جبير بن نفير ، وأبو إدريس الخولاني، وجماعة.
قال ابن عبد البر : النواس بن سمعان بن خالد بن عبد الله بن أبي بكر بن كلاب بن ربيعة الكلابي. معدود في الشاميين، يقال: إن أباه سمعان بن خالد وفد على النبي ﷺ فدعا له رسول الله ﷺ وأعطاه نعليه فقبلهما رسول الله ﷺ وزوجه أخته. فلما دخلت على النبي ﷺ تعوذت منه فتركها وهي الكلابية، روى عن النواس بن سمعان جبير بن نفير ونفير بن عبد الله وجماعة.
ابن حجر قال: النواس بن سمعان الكلابي ويقال: الأنصاري. قال بعضهم هو ابن سمعان بن خالد بن عبد الله بن أبي بكر بن كلاب. روى عن النبي صلى الله عليه وآله وسلم وعنه أبو إدريس الخولاني وجبير بن نفير الحضرمي. قال ابن عبد البر يقال أبواه وفد على النبي صلى الله عليه وآله وسلم فدعا له وتزوج أخته فلما دخلت على النبي صلى الله عليه وآله وسلم تعوذت منه فتركها وهي الكلابية. قلت: قد اختلف في اسم الكلابية على أقوال ليس هذا محل حكايتها وقال أبو حاتم الرازي وأبو أحمد العسكري أن النواس سكن الشام.توفي سنة 50هـ
وابن حجر أيضاً أنه قال : النواس بن سمعان بن خالد بن عمرو بن قرط بن عبد الله بن أبي بكر بن كلاب العامري الكلابي. له ولأبيه صحبة وحديثه عند مسلم في صحيحه.